# L'Évadé du camp 1
Pour plus de détails, voir Fiche technique et Distribution.
L'Évadé du camp 1 (The One That Got Away) est un film britannique réalisé par Roy Ward Baker, sorti en 1957.

## Synopsis
Seconde Guerre mondiale, 5 septembre 1940, lors des opérations de la Bataille d'Angleterre. L'aviateur allemand Franz von Werra, abattu au-dessus de l'Angleterre, est fait prisonnier. Il ne fournit aucun renseignement aux officiers qui l'interrogent et, de surcroît, parie avec l'un d'eux qu'il s'évadera bientôt et regagnera l'Allemagne. Interné au 'camp n° 1' de Grizedale Hall (Lancashire), il s'enfuit effectivement peu après puis, repris et transféré dans un autre camp, il s'évade à nouveau...

## Fiche technique
- Titre : L'Évadé du camp 1
- Titre original : The One That Got Away
- Réalisateur : Roy Ward Baker (crédité Roy Baker)
- Scénario : Howard Cleves, d'après le livre de Kendal Burt et James Leasor et des évènements authentiques
- Directeur de la photographie : Eric Cross
- Musique : Hubert Clifford
- Directeur artistique : Edward Carrick
- Costumes : Anthony Mendleson
- Montage : Sidney Hayers
- Producteur : Julian Wintle, pour The Rank Organisation
- Genre : Aventure, drame et guerre
- Format : Noir et blanc
- Durée : 106 minutes
- Date de sortie : Royaume-Uni : 1957

## Distribution
(dans l'ordre du générique de fin)
- Hardy Krüger  (V.F : Michel Roux) : lieutenant Franz von Werra
- Colin Gordon  (V.F : Rene Beriard) : le premier officier des renseignements
- Michael Goodliffe  (V.F : Raymond Loyer) : l'officier des renseignements de la RAF
- Terence Alexander  (V.F : Michel Gudin) : l'officier de la RAF Intelligence
- Jack Gwillim  (V.F : Richard Francoeur) : le commandant du camp de Grizedale Hall
- Andrew Faulds : le lieutenant du camp de Grizedale Hall
- Julian Somers : le fonctionnaire de l'enregistrement
- Alec McCowen  (V.F : Gabriel Cattand) : l'officier de permanence Hucknall
- Michael Golden (V.F : Jacques Berthier) : premier détective
- Harry Lockart, Robert Crewdson, George Mikell, George Roubicek, John Van Eyssen, Frederick Jaeger, Richard Marner et Paul Hansard : prisonniers allemands